# Episodi di Odd Mom Out (terza stagione)
La terza ed ultima stagione della serie televisiva Odd Mom Out, formata da 10 episodi, è stata trasmessa in prima visione negli Stati Uniti su Bravo dal 12 luglio al 13 settembre 2017.
In Italia, la stagione va in onda sul canale pay della piattaforma Mediaset Premium Joi dal 15 febbraio 2018.
| n° | Titolo originale             | Titolo italiano         | Prima TV USA      | Prima TV Italia  |
| -- | ---------------------------- | ----------------------- | ----------------- | ---------------- |
| 1  | Frisky Business              | Un affare movimentato   | 12 luglio 2017    | 15 febbraio 2018 |
| 2  | Candle in the Windbag        | Chiacchiere al vento    | 19 luglio 2017    | 15 febbraio 2018 |
| 3  | M.F.A. in B.S.               | L'artista delle balle   | 26 luglio 2017    | 22 febbraio 2018 |
| 4  | Children in the Corn Pudding | Un salto in periferia   | 2 agosto 2017     | 22 febbraio 2018 |
| 5  | Jury Doody                   | Lenzuola bollenti       | 9 agosto 2017     | 1º marzo 2018    |
| 6  | Dadderall                    | Mi faccio in... cinque! | 16 agosto 2017    | 1º marzo 2018    |
| 7  | Weber M.D.                   | La Dottoressa Weber     | 23 agosto 2017    | 8 marzo 2018     |
| 8  | Star Grazing                 | Ammirando le stelle     | 30 agosto 2017    | 8 marzo 2018     |
| 9  | Homo Erectus                 | Homo Erectus            | 6 settembre 2017  | 15 marzo 2018    |
| 10 | Blood Bath                   | Bagno di sangue         | 13 settembre 2017 | 15 marzo 2018    |